# ベルギー高速鉄道2号線

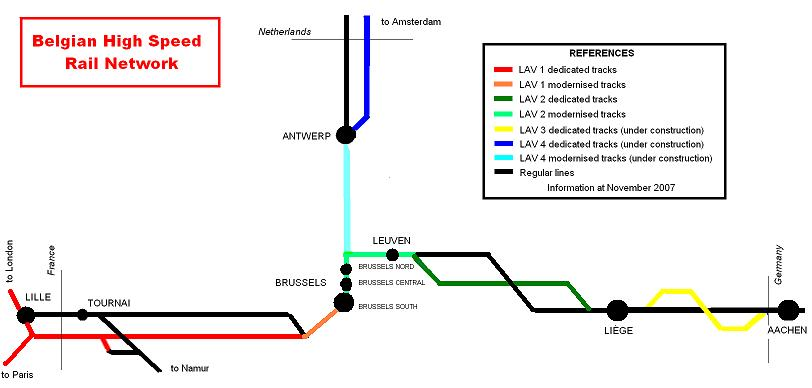
ベルギー国内の高速鉄道路線

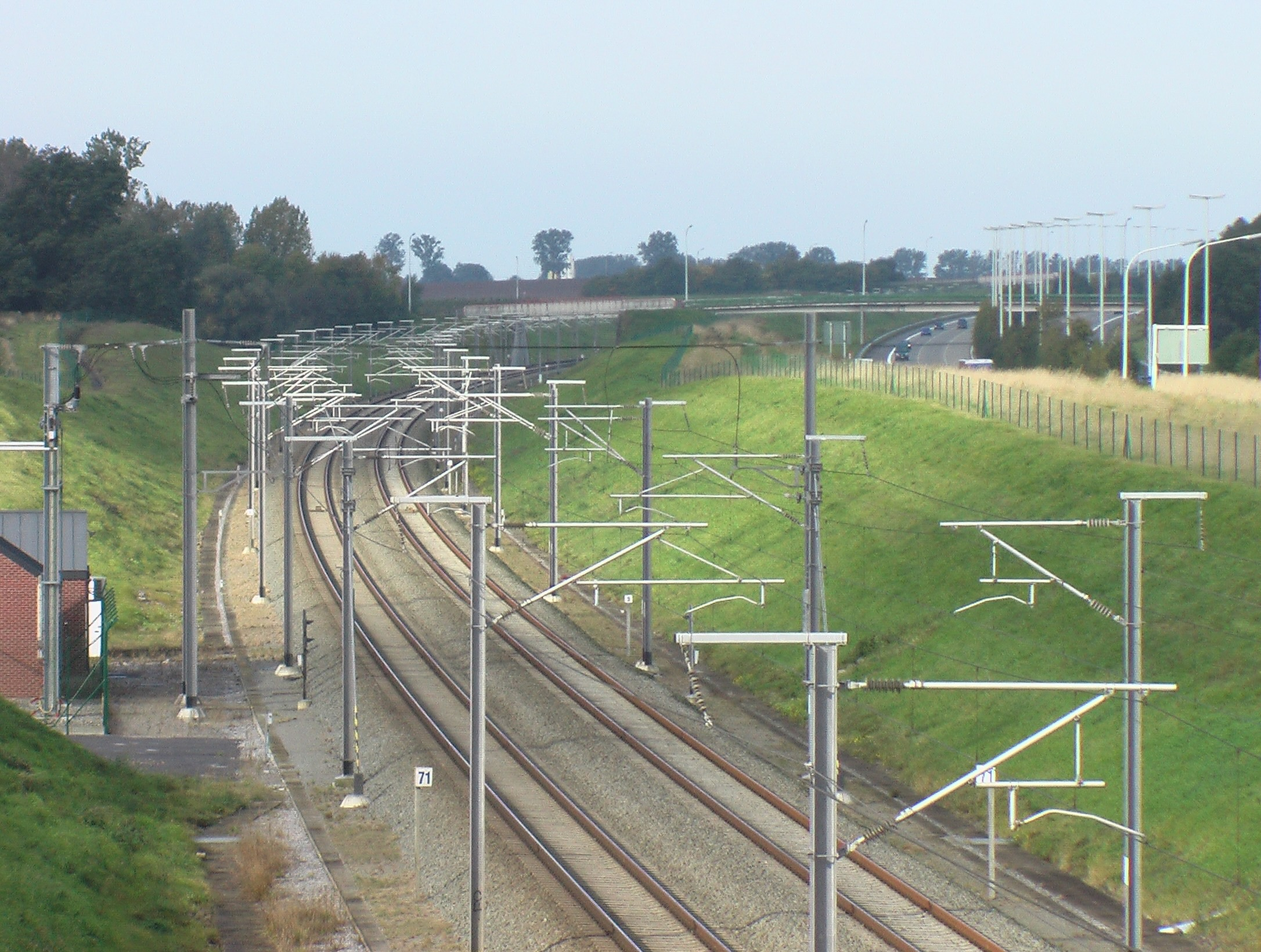
HSL 2

ベルギー高速鉄道2号線(Hogesnelheidslijn 2,HSL 2)はベルギーの高速鉄道路線である。ルーヴェン・アンス間95km(61kmが専用の高速線で34kmが在来線の改良区間)を結んでいる。開業は2002年12月15日。
2009年にはドイツとの国境までHSL 3が開業したことにより、他の高速新線と結合しブリュッセル、パリ、ドイツ方面への所要時間が大幅に短縮された。HSL 2は現在、タリス、ICEがインターシティーサービス同様に利用されている。

## 路線経路
ブリュッセル中央駅から列車は北方向へ中心部の駅やブリュッセル北駅を通る。スカルベークで2線に分かれる。北側へ向かう路線はアントウェルペン、オランダ国境へ向かうHSL 4である。当路線は東側へ進む。スカルベーク、ルーベン間にある複々線の軌道は改良され、中央の2本の軌道は200km/hで走行するタリスやインターシティが利用し、他の軌道を速度の遅いローカル列車に利用されている。
ルーベンでは既存の駅を160km/hで通過し、ブリュッセル・リエージュ間の高速道路E40号線に沿って300km/h走行を開始する前に短いトンネルを走る。この60kmの区間は国内のインターシティサービスは以前のブリュッセル・リエージュ間の在来線のように200km/hで使用されている。保線基地はアンスに置かれている。ビエルセットからリエージュ間は列車は改良された在来線を100から130km/hで走行する。

## 列車
以下は、2007年夏ダイヤにおけるデータである。
- タリス（Thalys）
パリ - ブリュッセル - リエージュ - アーヘン - ケルン間に1日6往復、パリ - ブリュッセル - リエージュ間に1日0～1往復（曜日により異なる）が運転されている。
- ICE(InterCityExpress)
ブリュッセル - リエージュ - アーヘン - ケルン - フランクフルト間に1日3往復が、ICE Internationalとして、ICE3で運転されている。HSL2開業当初は信号設備への悪影響の懸念があるとして、ICE3が同線を通過することはできず、在来線経由で運転されていた、2004年12月改正より高速新線経由となった。
- インターシティ（IC）
ベルギー国内のインターシティとして、以下の2系統がそれぞれ1時間間隔で運転されている。13形電気機関車と、特急用のI11形客車による編成である。I11形客車は編成の最後端に運転台を有し、機関車が客車を押す「ペンデルツーク」としての運転も可能である。
  - IC A号線：オーステンデ - ブルッヘ - ヘント - ブリュッセル - ルーベン - リエージュ - ユーペン（Eupen）
HSL2開業時に運転を開始。
  - IC O号線：ブリュッセル - リエージュ - マーストリヒト
2006年12月改正で、従来のリエージュ - マーストリヒト間の普通列車を、平日に限り高速新線経由でブリュッセルまで延長した。土曜・休日は運転されず、リエージュ - マーストリヒト間の普通列車となる。